# Creu de terme dels Torrents
La creu de terme dels Torrents és una creu de terme del municipi de Vimbodí i Poblet (Conca de Barberà) situada a la carretera de Vimbodí a Poblet, molt a prop de l'església de la Mare de Déu dels Torrents.
És una creu de pedra amb el cos hexagonal, amb una creu en la seva part superior i una base composta per tres escales de planta quadrada. Restes d'una creu medieval. El 1989 es va reconstruir aprofitant elements medievals.